# Cistoscòpia
La cistoscòpia és l'endoscòpia de la bufeta urinària a través de la uretra. Es realitza amb un cistoscopi.
Els cistoscopis rígids disposen de lents com un telescopi o un microscopi (cistoscòpia rígida). Aquestes lents permeten a l'uròleg centrar-se en les superfícies internes del tracte urinari. Els cistoscopis que utilitzen fibres òptiques, són flexibles i duen una imatge des de la punta de l'instrument fins a una pantalla de visualització a l'altre extrem (cistoscòpia flexible). Els cistoscopis van des dels pediàtrics fins als adults i des del gruix d'un llapis fins a aproximadament 9 mm i tenen una llum a la punta. Molts cistoscopis tenen tubs addicionals per guiar altres instruments per a procediments quirúrgics per tractar problemes urinaris.
La cistoscòpia flexible es realitza amb anestèsia local en ambdós sexes. Normalment, s'utilitza un anestèsic tòpic, la majoria de vegades el gel de lidocaïna. El gel s'introdueix a la uretra a través del meat urinari cinc a deu minuts abans de l'inici del procediment. La cistoscòpia rígida es pot realitzar en les mateixes condicions, però generalment es realitza sota anestèsia general, especialment en subjectes masculins, a causa del dolor causat per la sonda. Les mides de la funda del cistoscopi rígid són de calibre francès 17 Fr (5,7 mm de diàmetre), calibre 19 Fr (6,3 mm de diàmetre) i calibre 22 Fr (7,3 mm de diàmetre).

## Indicacions

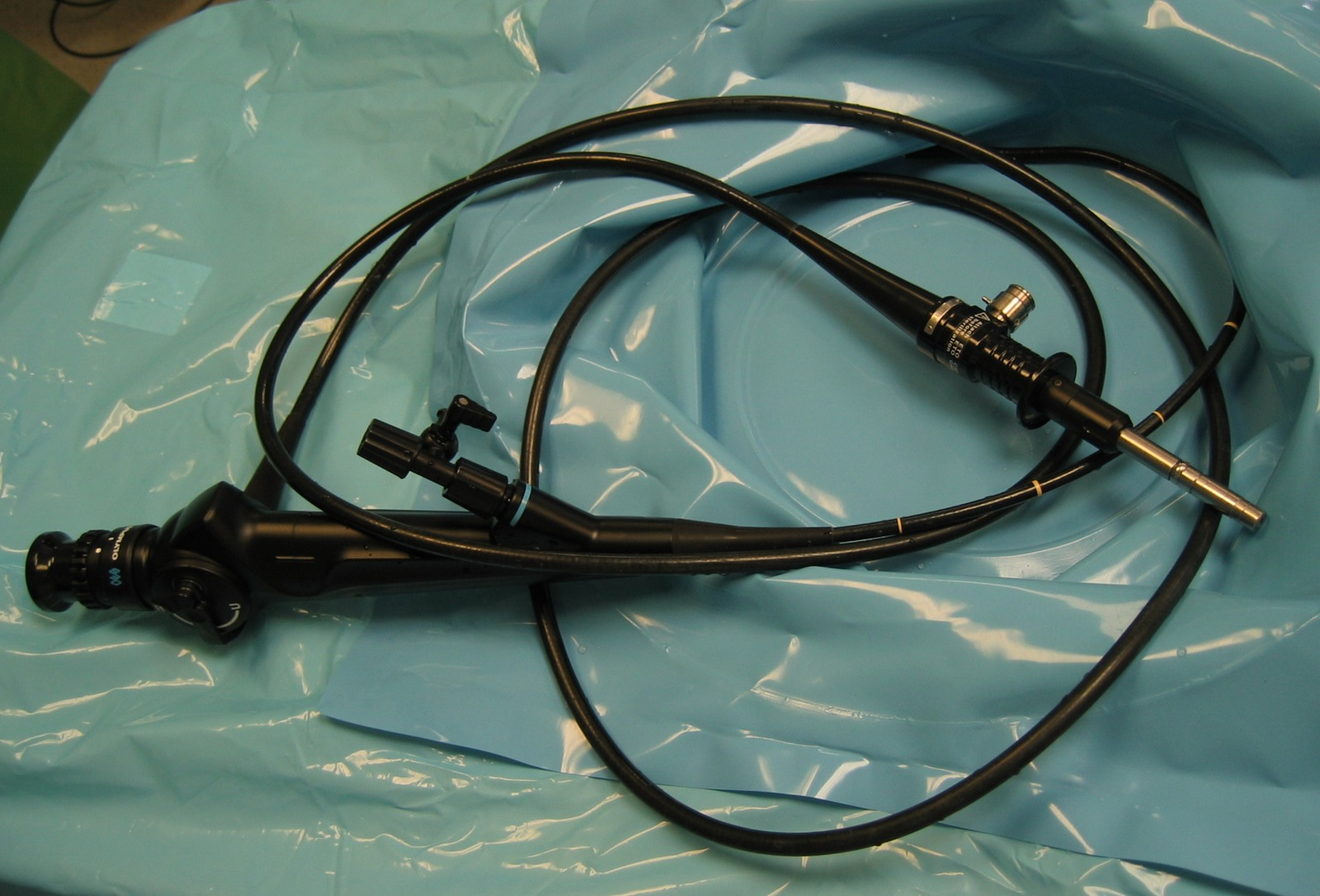
Un cistoscopi flexible estèril en un quiròfan

La cistoscòpia es pot recomanar per a qualsevol de les condicions següents:
- Diagnòstic de la causa davant de:
  - infeccions del tracte urinari, de repetició;
  - presència de sang a l'orina (hematúria);
  - pèrdua del control de la bufeta (incontinència) o bufeta hiperactiva; (Tot i que, l'American Urogynecologic Society no recomana que la cistoscòpia, la urodinàmica o l'ecografia diagnòstica renal i vesical formin part del diagnòstic inicial de la bufeta hiperactiva sense complicacions);[2][3]
  - presència de cèl·lules inusuals a la mostra d'orina;
  - micció dolorosa no etiquetada, dolor pelvià crònic o cistitis intersticial;
- Diagnòstic i tractament per:
  - necessitat d'un catèter vesical;
  - dificultat del pas de l'orina, habitualment per un engrandiment de la pròstata;
  - litiasi al tracte urinari;
- Diagnòstic, tractament o seguiment d'un creixement inusual: pòlip, tumor o càncer.